# Saalbach (Freilassing)
Der Saalbach ist ein Rücklaufzweig eines längeren Mühlbachstrangs im bayerischen Landkreis Berchtesgadener Land. Der Mühlbachstrang wechselt mit dem abgehenden Saalbach den Namen von Hammerauer zu Freilassinger Mühlbach. Der Saalbach ist einen Kilometer lang und mündet etwas südöstlich des Ortsrandes von Freilassing von links in die Saalach, gegenüber dem Käferheimer Mühlbach.